# Fédération sportive LGBT+
La Fédération sportive LGBT+ est une fédération mixte et omnisports créée en décembre 1986,, qui regroupe 50 associations sportives en France et ayant pour objectif de lutter contre les discriminations subies par les personnes LGBT+ et cela à travers l’organisation de manifestations sportives. Elle propose près de 36 sports différents et compte environ 6 000 athlètes.
La Fédération sportive LGBT+ est à la fois membre de l'Inter-LGBT, du Centre LGBT Paris-Île-de-France et elle est soutenue par la Direction générale de la Santé pour son combat contre le VIH et les infections sexuellement transmissibles. Elle est aussi membre de la Fédération des Gay Games (FGG) et de la fédération sportive européenne gay et lesbienne (EGLSF). La Fédération sportive LGBT+ a créé en 2003 le Tournoi international de Paris (TIP) qui se tient annuellement durant le week-end de la Pentecôte.

## Historique

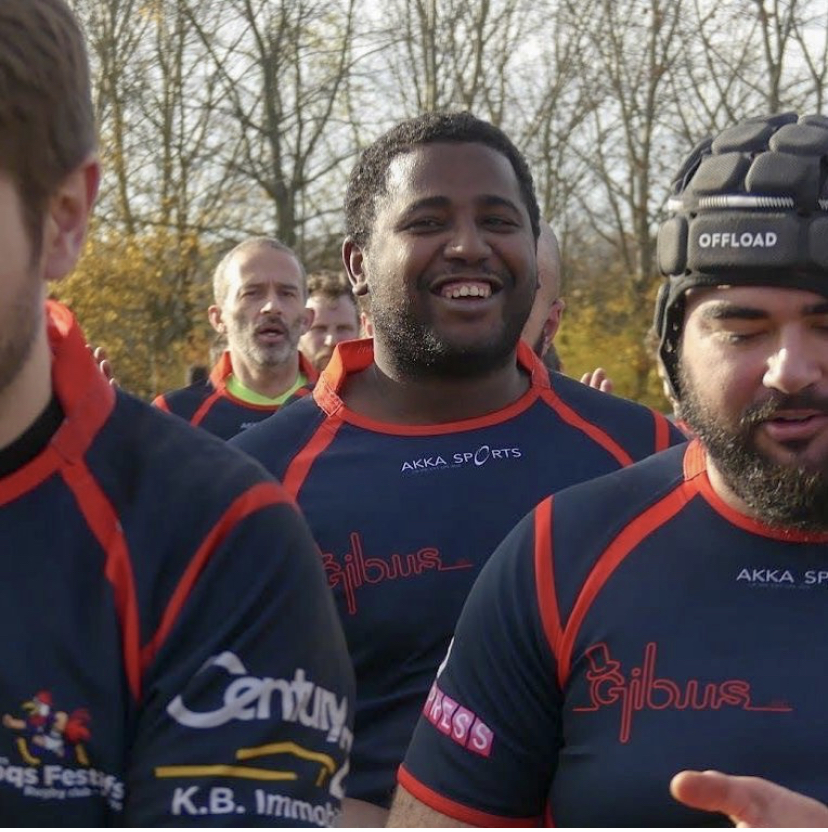
Entrainement chez Les Coqs Festifs (rugby).

La Fédération Sportive LGBT+ a été créé sous le nom "Comité Gai Paris Île-de-France (CGPIF)" en décembre 1986, par des sportifs gays et lesbiennes revenant des deuxièmes Gay Games de San Francisco. Sous la forme d'un club omnisports et culturel, elle visait à préparer une délégation francilienne aux Gay Games de Vancouver.
En 1990, les différentes sections sportives et culturelles se scindent en associations autonomes. La mission du CGPIF change pour une mission de fédération des nouveaux clubs créés, de promotion de l’esprit des Gay Games et d’organisation de la participation à ces derniers.
En 1997, la fédération CGPIF organise la 4e édition des EuroGames à Paris et accueille 2000 participants de toute l'Europe,. En 1998, elle modifie son intitulé pour devenir la Fédération Sportive Gaie et Lesbienne CGPIF.
En 2000, de fédération historiquement parisienne, le CGPIF va devenir progressivement une fédération nationale, avec la création dans plusieurs villes françaises de clubs sportifs LGBT (Lesbiennes, Gays, Bi.e.s et Trans) jusqu’à changer de nom pour souligner sa mue définitive et devient la Fédération Sportive Gaie et Lesbienne (FSGL).[réf. nécessaire]
En 2003, en vue de candidater à l'organisation de la 8e édition des Gay Games à Paris en 2010, la FSGL crée le Tournoi International de Paris afin de démontrer sa capacité à organiser un grand rendez-vous sportif international.
Depuis le 13 septembre 2009, la FSGL organise chaque année un forum public de présentation du mouvement sportif LGBT à Paris. En septembre 2021, la 12ème édition accueille à l'Espace des Blancs Manteaux plus de 75 clubs nationaux sur un week-end.
Après un premier échec en 2005, la FSGL lance en 2012 une nouvelle candidature pour l’organisation des Gay Games 2018 à Paris. A ce titre, elle participe à la création de l'association Paris 2018. Ayant remporté la candidature, la 10e édition a eu lieu à Paris en Août 2018. Elle a rassemblée 10 000 participants de 90 pays différents pour des compétitions dans 36 disciplines différentes pour un coût total de 4 millions d'euros,.
En 2020, la FSGL entreprend sa mue pour obtenir l'agrément du Ministère des Sports pour être identifiée comme Fédération sportive au même titre que les fédérations délégataires ou affinitaires : réforme des statuts en 2020, changement de nom en 2021. La FSGL devient la Fédération Sportive LGBT+.
Le 9 septembre 2023, dans le cadre du plan d'action pour mieux lutter contre la haine et favoriser l'inclusion des personnes LGBT+ dans le sport, l'association a reçu l'agrément du ministère des sports.
Un partenariat avec l'agence de communication homerun (alors appelé RosBeef!) a permis de lancer une première campagne intitulée "les coups" le 17 mai 2024, comprenant des trois visuels où des sportifs amateurs dénoncent les violences lgbtphobes,. Elle a été poursuivie par une deuxième campagne lancée le 29 juin de la même année comprenant une vidéo intitulée "les mots blessent plus que les coups",.

## Lutte contre l'homophobie

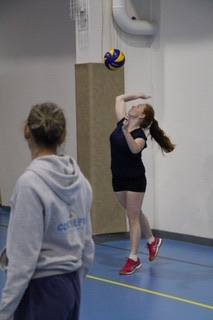

La Fédération s’engage en réalisant des campagnes de sensibilisation, en mettant à disposition des ressources pour accompagner les pratiquants et professionnels du sport pour tendre vers cet environnement respectueux et inclusif.
Le 18 juin 2011, elle dénonce les propos de Nicolas Sarkozy, qui sous-entend qu'il n'existe pas d'homophobie dans le sport, et exige un engagement du gouvernement et notamment de la ministre des sports Chantal Jouanno quant à la lutte contre les discriminations,.